# PURE DROPS
『PURE DROPS』（ピュア・ドロップス）は、1991年6月21日に発売された大貫妙子のベスト・アルバム。RCA/RVC、Dear Heart、MIDIと、三つのレーベルから発表された中から選ばれた楽曲を収録。初回盤はデジパック仕様となっている。

## 概要
帯コピー： ″透きとおるヴォーカル、大貫妙子のピュアな雫たち″
帯に記載されたアルバムのタイトルは『大貫妙子アンソロジー ピュア・ドロップス』となっている。
シングルとして発売された「ひとり暮らしの妖精たち」「家族輪舞曲」や、NHK『みんなのうた』として使用され1986年12月から1987年1月まで放送された「コロは屋根のうえ」、川崎製鉄の企業CMソングとして使用された「まっすぐのうた」は本作でアルバム初収録となる。また、「Starry Night For You」は、ミディに所属するアーティストの楽曲を集めたオムニバス・アルバム『WINTER TALES』に収録された曲であるが、大貫の単独名義のアルバムとしては初収録となる。ほか、ライブの定番曲である「突然の贈りもの」「新しいシャツ」はアコースティック・バージョンで収録されている。

## 収録曲

### CD
| 全作詞・作曲: 大貫妙子（特記以外）。 |                                                                                         |                      |                      |                                     |      |
| #                                    | タイトル                                                                                | 作詞                 | 作曲・編曲           | 編曲                                | 時間 |
| 1.                                   | 「突然の贈りもの」(Acoustic Version)                                                    | 大貫妙子（特記以外） | 大貫妙子（特記以外） | 中西俊博                            | 4:27 |
| 2.                                   | 「新しいシャツ」(Acoustic Version)                                                      | 大貫妙子（特記以外） | 大貫妙子（特記以外） | 中西俊博                            | 3:21 |
| 3.                                   | 「黒のクレール」                                                                        | 大貫妙子（特記以外） | 大貫妙子（特記以外） | 坂本龍一                            | 4:56 |
| 4.                                   | 「夏に恋する女たち」                                                                    | 大貫妙子（特記以外） | 大貫妙子（特記以外） | 坂本龍一                            | 4:41 |
| 5.                                   | 「ベジタブル」                                                                          | 大貫妙子（特記以外） | 大貫妙子（特記以外） | 坂本龍一                            | 4:12 |
| 6.                                   | 「ひとり暮らしの妖精たち」(作曲: 坂本龍一)                                              | 大貫妙子（特記以外） | 大貫妙子（特記以外） | 坂本龍一・鈴木さえ子                | 4:39 |
| 7.                                   | 「コロは屋根のうえ」                                                                    | 大貫妙子（特記以外） | 大貫妙子（特記以外） | 乾裕樹                              | 2:18 |
| 8.                                   | 「恋人たちの時刻」                                                                      | 大貫妙子（特記以外） | 大貫妙子（特記以外） | 清水靖晃                            | 3:58 |
| 9.                                   | 「彼と彼女のソネット」(作詞・作曲: C.Coper, R.Musumarra, R.Wargnier 日本語詞: 大貫妙子) | 大貫妙子（特記以外） | 大貫妙子（特記以外） | HUBU                                | 3:43 |
| 10.                                  | 「Tema Purissima」                                                                      | 大貫妙子（特記以外） | 大貫妙子（特記以外） | Marty Paich                         | 3:53 |
| 11.                                  | 「Starry Night For You」                                                                | 大貫妙子（特記以外） | 大貫妙子（特記以外） | 小林武史                            | 2:55 |
| 12.                                  | 「まっすぐのうた」(作詞: 谷川俊太郎)                                                    | 大貫妙子（特記以外） | 大貫妙子（特記以外） | 門倉聡                              | 3:25 |
| 13.                                  | 「家族輪舞曲」                                                                          | 大貫妙子（特記以外） | 大貫妙子（特記以外） | 小林武史                            | 4:28 |
| 14.                                  | 「泳ぐ人」                                                                              | 大貫妙子（特記以外） | 大貫妙子（特記以外） | 小林武史                            | 5:03 |
| 15.                                  | 「WE ARE ONE CIRCLE」                                                                   | 大貫妙子（特記以外） | 大貫妙子（特記以外） | 小林武史                            | 4:30 |
| 16.                                  | 「地球ファミリーのテーマ ～The Wind Of My Heart～」                                     | 大貫妙子（特記以外） | 大貫妙子（特記以外） | 小林武史 ストリングス編曲: 中西俊博 | 4:05 |
| 合計時間:                            | 合計時間:                                                                               | 合計時間:            | 65:11                |                                     |      |

### 曲解説
1. 突然の贈りもの ～Acoustic Version～
アルバム『MIGNONNE』収録曲の別バージョン。
2. 新しいシャツ ～Acoustic Version～
アルバム『ROMANTIQUE』収録曲の別バージョン。
3. 黒のクレール
8枚目のシングル表題曲。
4. 夏に恋する女たち 
10枚目のシングル表題曲。
5. ベジタブル
12枚目のシングル表題曲。
6. ひとり暮らしの妖精たち
13枚目のシングル表題曲。
7. コロは屋根のうえ
NHK『みんなのうた』で1986年12月〜1987年1月に放送された曲。
8. 恋人たちの時刻
14枚目のシングル表題曲。
9. 彼と彼女のソネット
エルザ・ランギーニの「哀しみのアダージョ」に大貫自身が日本語詞を付けてカバーした曲。アルバム『A Slice of Life』収録。
10. Tema Purissima
アルバム『PURISSIMA』収録曲。
11. Starry Night For You
オムニバス・アルバム『WINTER TALES』収録曲。
12. まっすぐのうた
川崎製鉄企業CMソング。
13. 家族輪舞曲
15枚目のシングル表題曲。同名の小説を原作とした映画の主題歌。
14. 泳ぐ人
16枚目のシングル表題曲。
15. WE ARE ONE CIRCLE
アルバム『NEW MOON』収録曲。
16. 地球ファミリーのテーマ ～The Wind Of My Heart～
アルバム『NEW MOON』収録曲。

## 発売履歴
| 発売日        | レーベル | 規格 | 規格品番  | 備考 |
| ------------- | -------- | ---- | --------- | ---- |
| 1991年6月21日 | MIDI     | CD   | MDC8-1154 |      |

## 参考資料
- オリコン『ALBUM CHART-BOOK COMPLETE EDITION 1970-2005』オリコン・マーケティング・プロモーション、2006年4月。ISBN 978-4-87131-077-2。